# 平成
平成（日语：／ Heisei */?）是日本第125代天皇明仁使用的年號。自1989年1月8日明仁繼位開始使用，至2019年4月30日明仁退位結束。平成於中國宋朝元豐（1078-1085）及日本江戶時代慶應（1865-1868）改元之際，也曾為年號候選詞之一。

## 改元

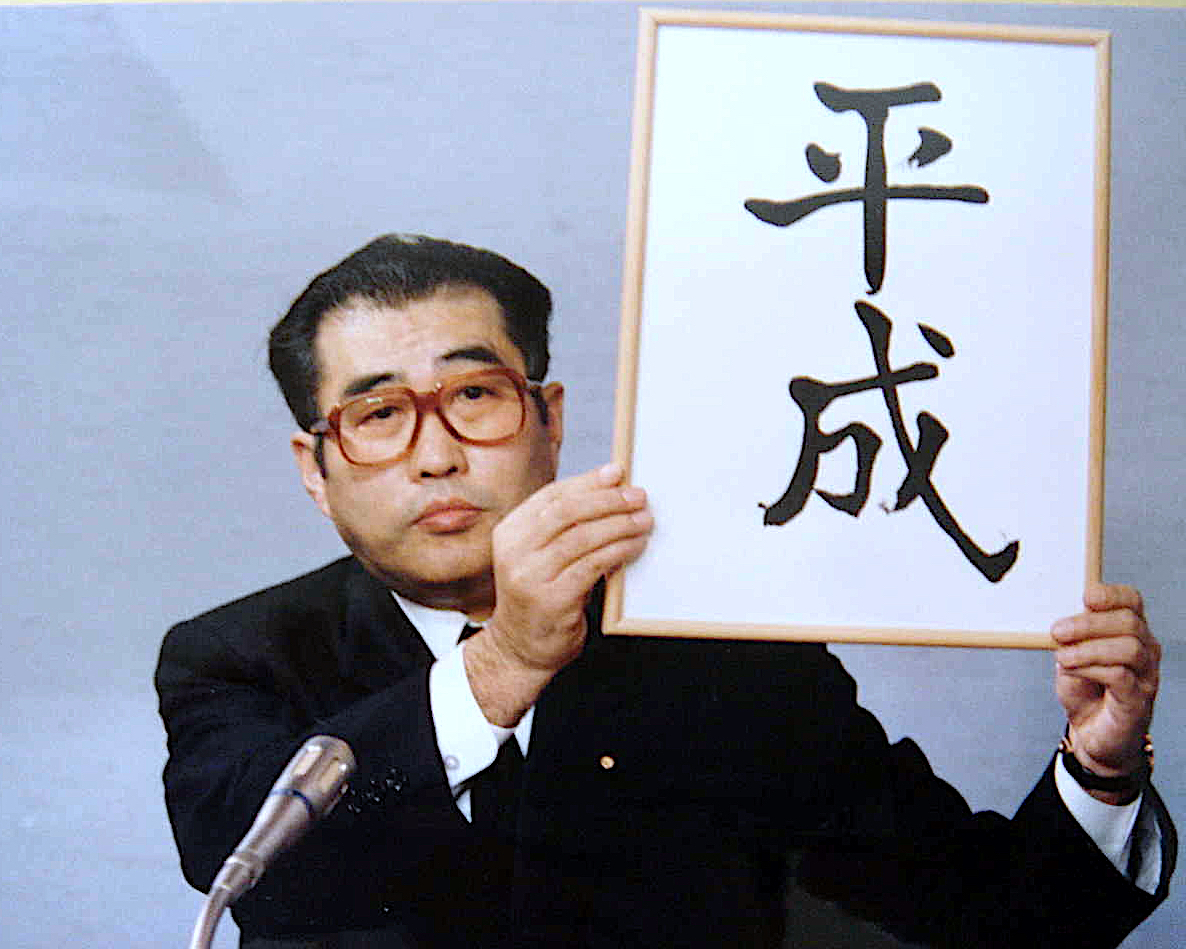
时任日本内阁官房长官小淵惠三公布“平成”年号，年號字樣由時任總理府內閣總理大臣官房辭令專門職河東純一書寫

昭和六十四年（1989年）1月7日，昭和天皇駕崩，享年87歲。即日皇太子明仁繼承皇位。同日下午，日本政府高層召開會議，討論新天皇即位後採用的年號名稱。當時曾經考慮採用的名稱，包括「平成」（／ Heisei）、「修文」（／ Shūbun）、「正化」（／ Seika）；但「修文」及「正化」二者若以羅馬字略寫，首字母皆為「S」，在用一个字母代表年号的场合會與剛結束的「昭和」（／ Shōwa）年號混淆，故此一致決定以「平成」為新年號，这样自明治以降每个年号都有不同的首字母。當日14時10分（以下時間均為JST），日本內閣召開的臨時會議正式決議新年號之名稱。稍後的14時36分，内閣官房長官小淵惠三召開記者會，正式公佈將以「平成」作為新年號。
同日，日本政府基於《元号法》的規定公布《改元政令》（1989年〔昭和64年〕1月7日政令第1号）。翌日（1月8日）施行該政令，自此日起改元平成。日本銀行於同年開始發行改元之新日圓紙鈔與硬幣。

## 出處
平成是出自《史記·五帝本紀》中的「父義，母慈，兄友，弟恭，子孝，內平外成」以及《尚書·大禹謨》之中的「俞！地平天成，六府三事允治，萬世永賴，時乃功」，取其「內外、天地能夠平和」的意思。

## 年表

### 平成元年（1989年）
- 昭和天皇「大喪之禮」（见昭和天皇之死）
- 绫濑水泥杀人案
- 引入消費税，稅率3%
- 川崎市竹林內發現兩億日圓紙鈔
- 任天堂Game Boy發售
- 竹下登下台
- 美空雲雀逝世
- 宇野宗佑桃色醜聞
- 第15屆參議院選舉，自民黨失去過半席位
- 宮崎勤事件
- 坂本堤律師一家殺害事件
- 日本勞動組合總聯合會成立
- 日經平均指數達到歷史最高點
- 中國民航981號班機劫機事件，中國民航班機被劫至福岡
- 中森明菜自杀未遂事件、近藤真彦與中森明菜的金屏风事件

### 平成二年（1990年）
- 明仁即位禮
- 森重文獲得菲爾茲獎
- 日本首架月面探測機「飛天號」發射成功
- 長崎屋火災（日语：長崎屋火災）
- 秋山豐寬成為首位進入太空的日本太空人
- 超級任天堂發售
- 大阪舉行國際花與綠博覽會
- 秋篠宮文仁親王與川嶋紀子結婚
- 日美結構協議（日语：日米構造協議）最終報告發表
- 第39屆眾議院選舉，自民黨獲安定多數，政局暫趨穩定
- 神戶高塚高校校門壓死女高中生事件（日语：神戸高塚高校校門圧死事件）
- 金丸信率大批國會議員訪問朝鮮
- 安東尼奧·豬木親赴伊拉克成功解救被扣押的日本人質歸國

### 平成三年（1991年）
- 海灣戰爭，日本資助多國聯軍135億美元；自衛隊波斯灣派遣（日语：自衛隊ペルシャ湾派遣），首次自衛隊海外派遣
- 日本足協宣佈日本足球職業化，並擬於1992-93年間開始賽事
- 雲仙普賢岳火山爆發
- 廣島新交通系統橋墩坍塌事故（日语：広島新交通システム橋桁落下事故）
- 泡沫經濟崩壞
- 真子內親王出生
- 四大證券公司巨額損失填補事件
- 伊藤萬事件
- 政治改革三法案廢案，海部俊樹辭職
- 信樂高原鐵道列車衝突事故（日语：信楽高原鐵道列車衝突事故）
- 五十嵐一遇刺案
- 颱風梅莉（日语：平成3年台風第19号）

### 平成四年（1992年）
- 木村資生獲得日本人第一個達爾文獎章
- 希望號列車開始運行
- 共和貪污事件（日语：共和汚職事件）持續發酵
- 東京佐川急便事件（日语：東京佐川急便事件）
- 皇民黨事件（1987年）被揭發
- PKO協力法（日语：国際連合平和維持活動等に対する協力に関する法律）通過
- 自衛隊柬埔寨派遣（日语：自衛隊カンボジア派遣）
- 日本新黨成立，掀起新黨浪潮
- 天皇第一次訪問中华人民共和国，与中共中央总书记江泽民、国务院总理李鹏、国家主席杨尚昆等会晤。
- 山形新幹線開業

### 平成五年（1993年）
- J聯賽開幕
- 彩虹大橋開通
- 皇太子德仁親王與小和田雅子結婚
- 聯柬權力機構選舉監督員中田厚仁（日语：中田厚仁）執行任務期間遇襲犧牲
- 黄家驹在拍摄节目时因为意外去世
- 七國集團東京峰會（日语：第19回先進国首脳会議）舉行
- 綜合建設業貪污事件（日语：ゼネコン汚職事件），自民黨前副總裁金丸信被逮捕
- 北海道西南沖地震
- 河野談話發表
- 宮澤喜一內閣未能通過政治改革法案，國會通過內閣不信任動議
- 第40屆眾議院選舉，以細川護熙為首的在野8會派組成聯合政府，自民黨下野，55年體制終結
- 1993年米騷動（日语：1993年米騒動）及部分開放大米市場
- 鹿兒島豪雨（日语：平成5年8月豪雨）
- 多哈悲劇（日语：ドーハの悲劇）

### 平成六年（1994年）
- 政治改革四法（日语：政治改革四法）通過
- 國民福祉稅（日语：国民福祉税）騷動
- 羽田孜就任首相不足兩個月後辭職
- 自社先連立政權（日语：自社さ連立政権）建立，社會黨的村山富市就任首相，自民黨重掌政權
- 華航名古屋空難
- 向井千秋成為日本第一位進入太空的女性太空人
- 松本沙林毒氣事件
- 關西國際機場開港
- 三陆遥冲地震
- 廣島亞運會舉行
- 佳子內親王出生
- 新進黨成立
- 日本電視台郵寄炸彈事件（日语：日本テレビ郵便爆弾事件）

### 平成七年（1995年）
- 埼玉愛犬家連續殺人事件的犯人被捕
- 阪神大地震
- 洛克希德事件確定所有被告罪成
- 東京地鐵沙林毒氣事件，麻原彰晃被捕
- 警察廳長官狙擊事件
- 統一地方選舉（日语：第13回統一地方選挙），刮起無黨派旋風
- 東京都廳包裹炸彈事件
- 全日空857號班機劫機事件
- 村山談話發表
- 「官官接待」問題
- 沖繩美軍少女暴行事件
- 二信組事件（日语：二信組事件），前勞動大臣山口敏夫（日语：山口敏夫）被逮捕
- 東京都知事青島幸男決定中止原定翌年舉行的世界都市博覽會（日语：世界都市博覧会）
- 文殊核反應爐（日语：もんじゅ）液態鈉洩漏事故

### 平成八年（1996年）
- 橋本龍太郎就任首相
- 北海道豐濱隧道落盤事故（日语：豊浜トンネル）
- 社會黨改組為社民黨
- 住專國會，投入6850億日圓處理住專問題
- 奧姆真理教事件（日语：オウム真理教事件）的審判開始
- 藥害艾滋事件，厚生大臣菅直人向受害者謝罪
- TBS錄影帶問題被揭發
- 岡山縣學校O157食物中毒事件
- 日美達成將全面歸還普天間基地的協議
- 第41屆眾議院選舉，自民黨取得近半席位
- 橋本龍太郎以首相身分參拜靖國神社
- 蒲原澤泥石流災害（日语：蒲原沢土石流災害）
- 秘魯日本大使館人質事件
- 特別養護老人之家貪污事件（日语：特別養護老人ホーム汚職事件）

### 平成九年（1997年）
- 納霍德卡號原油洩漏事故（日语：ナホトカ号重油流出事故）
- 橙色共濟組合事件（日语：オレンジ共済組合事件）
- 酒鬼薔薇聖斗事件
- 東電OL殺人事件
- 日本視覺系搖滾樂隊X JAPAN解散
- 大阪港咲洲隧道開通
- 神奇寶貝系列動畫開播
- 秋田新幹線、北陸新幹線（高崎站－長野站）、東京灣橫斷道路開業
- 消費稅稅率增至5%
- 駐留軍用地特措法（日语：駐留軍用地特措法）修正案通過
- 拓麻歌子熱潮
- 3D龍事件
- 出水市針原地區泥石流災害（日语：出水市針原地区土石流災害）
- 京都議定書制定
- 土井隆雄成為日本首位進行太空漫步的太空人
- 野村證券總會屋利益提供事件（日语：総会屋利益供与事件）及大藏省接待貪污事件（日语：大蔵省接待汚職事件）
- 松山陪酒女郎殺害事件逃亡犯人在公訴時效（日语：公訴時効）到期前夕被逮捕

### 平成十年（1998年）
- 山一證券（日语：山一證券）自主倒閉
- 長野冬奧舉行
- 日本版金融大改革（日语：金融ビッグバン）開始
- X JAPAN樂隊吉他手hide意外窒息身亡
- 和歌山毒咖哩事件
- 新民主黨成立
- 社民黨與先驅新黨退出聯合政府，自社先連立政權結束
- 第18屆參議院選舉自民黨慘敗，橋本龍太郎辭去首相，由小淵惠三接任
- 明石海峽大橋通車
- 日本首次踢進世界盃足球賽
- 北朝鮮發射大浦洞1號導彈飛越日本領空

### 平成十一年（1999年）
- 日本進行首例捐贈者腦死亡後的腦移植手術
- 能登半島沿海不審船事件
- 宇多田光《First Love》創下日本最高銷量音樂專輯紀錄
- 光市母女殺害事件
- 全日空61號班機挾持事件
- 石原慎太郎首次當選東京都知事
- 國旗國歌法通過
- 東海村JCO臨界意外
- 玄倉川水難事故（日语：玄倉川水難事故）
- 自民黨先後將自由黨和公明黨拉入，組成聯合政府
- 地域振興券發放
- 文京區幼女殺人事件（日语：文京区幼女殺人事件）
- 桶川跟蹤狂殺人事件
- 東名高速酒後駕駛事故
- 神奈川縣警察（日语：神奈川県警察）連串醜聞曝光
- 日本派遣勞動自由化

### 平成十二年（2000年）
- 白川英樹（筑波大學）獲得諾貝爾化學獎
- 二千日圓紙幣發行
- 新潟少女监禁案
- 雪印集體食物中毒事件
- 營團地下鐵日比谷線事故
- 自由黨退出聯合政府，同時保守新黨加入
- 小淵惠三中風，一個月後病逝
- 自民黨五位大老密室選出森喜朗接任首相
- 森喜朗「神國發言」與神國解散
- 第42屆眾議院選舉，自民黨維持近半席位
- 西鐵巴士劫持事件
- 八國集團沖繩峰會（日语：第26回主要国首脳会議）舉行
- 東海豪雨（日语：東海豪雨）
- 三宅島火山噴火，全島居民避難
- 加藤之亂（日语：加藤の乱）
- 世田谷一家殺害事件
- 秘魯總統阿爾韋托·藤森辭職並流亡日本

### 平成十三年（2001年）
- 野依良治（名古屋大學）獲得諾貝爾化學獎
- 中央省廳再編
- 愛媛丸事故
- 日本確認首宗牛感染瘋牛症病例
- 日本環球影城開業
- 日本女性流行歌手濱崎步及宇多田光的328大戰
- 森喜朗辭職，小泉純一郎接任首相
- 「小泉旋風」與第19屆參議院選舉自民黨大勝
- 電影《千與千尋》創下日本最高票房收入紀錄
- 歌舞伎町大樓火災
- 附屬池田小學事件
- 小泉純一郎首相參拜靖國神社（此後任內連續六年參拜）
- 奄美大島海戰
- 愛子內親王出生
- 恐怖活動對策特別措置法（日语：テロ対策特別措置法）通過，自衛隊印度洋派遣（日语：自衛隊インド洋派遣）
- 麻風病訴訟，原告全面勝訴

### 平成十四年（2002年）
- 小柴昌俊（東京大學）獲得諾貝爾物理學獎
- 田中耕一（島津製作所）獲得諾貝爾化學獎
- 雪印牛肉偽装事件（日语：雪印牛肉偽装事件）
- 北九州監禁殺人事件被發現
- 瀋陽總領事館事件
- 日本經濟團體聯合會成立
- 外務大臣田中真紀子罷免騷動
- 鈴木宗男事件（日语：鈴木宗男事件）
- 韓國和日本共同主辦亞洲首次世界盃足球賽，日本打進16強
- 小泉純一郎突訪朝鮮，首次日朝首腦會談（日语：日朝首脳会談），5名被朝鮮綁架的受害人歸國
- 東北新幹線延伸至八戶站

### 平成十五年（2003年）
- 玄界灘海難事故（日语：玄界灘海難事故）
- 有事三法案（日语：有事法制）通過
- 感染SARS的一名台灣醫生曾到日本旅遊，引起恐慌
- 阪神虎時隔18年中央聯盟奪冠
- 自由黨併入民主黨（民由合併）
- 第43屆眾議院選舉，自民黨勝出，民主黨躍進
- 自衛隊伊拉克派遣

### 平成十六年（2004年）
- 九州新幹線部分通車
- 營團地下鐵公司化為東京地下鐵
- 觀測史上最多的10個颱風登陸日本
- 新潟縣中越地震發生，新幹線首次脫軌
- 伊拉克發生多宗綁架日本人事件
- 第20屆參議院選舉，自民黨敗選，民主黨躍進
- 佐世保小學生殺人事件
- 職業棒球大再編（日语：プロ野球再編問題 (2004年)）
- 多位政治家涉及國民年金未納問題（日语：政治家の年金未納問題）
- 人格否定發言（日语：人格否定発言）
- 索尼PSP發售

### 平成十七年（2005年）
- H-2A運載火箭發射成功
- JR福知山線出軌事故
- 活力門試圖收購富士電視台引起騷動
- 愛知世界博覽會
- 中部國際機場開港
- 小泉談話發表
- 郵政解散，第44屆眾議院選舉，自民黨大勝，連同公明黨獲2/3多數
- 郵政民營化法（日语：郵政民営化法）通過
- 構造計算書偽造問題

### 平成十八年（2006年）
- 平成十八年豪雪
- 堀江郵件問題（日语：堀江メール問題）
- 活力門事件，堀江貴文被捕
- 日本贏得第一屆世界棒球經典賽冠軍
- 秋田兒童連續殺害事件
- 悠仁親王出生
- 小泉純一郎卸任，安倍晉三續任首相
- 教育基本法修正案通過
- 公共工事相關爆發多項醜聞，多位縣知事被逮捕
- 山中伸彌團隊成功誘導出iPS細胞
- 郵政造反組復黨問題（日语：郵政造反組復党問題）

### 平成十九年（2007年）
- 防衛廳升級為防衛省
- 能登半島地震
- 新潟縣中越沖地震
- 國民投票法通過
- 「消失的年金（日语：年金記録問題）」問題
- 長崎市市長伊藤一長遇刺身亡
- 松岡利勝自殺
- ZARD樂隊主唱坂井泉水意外墜樓身亡
- 第21屆參議院選舉民主黨成為第一大黨，較勁國會產生
- 暗網殺人事件（日语：闇サイト殺人事件）
- 安倍晉三突然辭職，福田康夫就任首相
- 日本郵政民營化實施，日本郵政集團成立
- 大連立構想（日语：大連立構想 (日本 2007)）騷動
- 山田洋行事件（日语：山田洋行事件）
- 不二家洋菓子、赤福餅（日语：赤福餅）等食品安全問題

### 平成二十年（2008年）
- 南部陽一郎（芝加哥大學）、小林誠（高能加速器研究機構）、益川敏英（京都大學）獲得諾貝爾物理學獎
- 下村脩（波士頓大學）獲得諾貝爾化學獎
- 油價高漲導致物價飛揚
- 中國產冷凍餃子中毒事件
- 後期高齢者醫療制度（日语：後期高齢者医療制度）開始實行，引致巨大批評
- 八國集團洞爺湖峰會舉行
- 秋葉原殺人事件
- 岩手·宮城内陸地震
- 福田康夫突然辭職，麻生太郎就任首相
- 世界金融危機，景氣衰退
- 田母神俊雄論文問題（日语：田母神論文問題）
- 失業問題深刻化，小林多喜二《蟹工船》再掀熱潮
- 過年派遣村（日语：年越し派遣村）

### 平成二十一年（2009年）
- 日本蟬聯世界棒球經典賽冠軍
- H1N1新型流感大流行
- 裁判員制度開始實行
- 第45屆眾議院選舉自民黨慘敗，麻生太郎下野，民主黨與社民黨及國民新黨組成聯合政府（日语：民社国連立政権），鳩山由紀夫就任首相
- 谷垣禎一接任自民黨總裁
- 酒井法子涉毒事件
- 八場大壩（日语：八ッ場ダム）建設中止（2011年已決定重新開工）
- 預算甄別（日语：事業仕分け (行政刷新会議)）工作展開，蓮舫失言事件
- 天皇特例會見習近平
- 中小企業金融圓滑化法（日语：中小企業者等に対する金融の円滑化を図るための臨時措置に関する法律）通過
- 豐田召回事件（日语：トヨタ自動車の大規模リコール (2009年-2010年)）

### 平成二十二年（2010年）
- 根岸英一（普渡大學）、鈴木章（北海道大學）獲得諾貝爾化學獎
- 日航申請破產保護，民主黨政府請託京瓷創辦人稻盛和夫協助重整，為期三年
- 公立高校無償化
- 外務大臣岡田克也承認日美核密約存在
- 宮崎縣南部口蹄病疫潮
- 足利事件再審確定為冤案
- 社民黨退出聯合政府（日语：民国連立政権）
- 鳩山由紀夫因美軍普天間基地遷移問題受挫辭職，菅直人接任首相
- 第22屆參議院選舉，民主黨失去過半數，較勁國會繼續維持
- 夏天日本各地創下有記錄以來的猛暑
- 日本首次海外世足賽晉級16強
- 中日船隻釣魚台相撞事件及相關錄像洩漏事件（日语：八ッ場ダム）
- 東北新幹線全線通車

### 平成二十三年（2011年）
- 虎面人運動（日语：タイガーマスク運動）
- 大相撲造假問題
- 東北地方太平洋近海地震發生，為日本觀測史上規模最大（地震矩規模9.0），造成東日本大震災，超過兩萬人死亡/失蹤；地震隨後引發福島第一核電站事故
- 九州新幹線全線通車
- 民主黨反主流派與自民黨聯合倒閣騷動，不信任動議最終不獲通過
- 日本國家女子足球隊首次奪得女足世界盃冠軍
- 颱風塔拉斯
- 日本無線電視全面化
- 富士電視台騷動（日语：2011年のフジテレビ騒動）及嫌韓示威（日语：フジテレビ抗議デモ）
- 日圓匯率升至戰後最高值
- 野田佳彥就任首相
- 大阪雙選，橋下徹與大阪維新會大獲全勝

### 平成二十四年（2012年）
- 山中伸彌（京都大學）獲得諾貝爾生理學或醫學獎
- 奧姆真理教最後三名逃犯被捕
- 東京晴空塔開業
- 社會保障和稅制一體化改革相關法案通過
- 小澤一郎離開民主黨
- 大飯核電站重啟，大規模反核電示威
- 尖閣諸島國有化與中日交惡
- 安倍晉三再任自民黨總裁
- 上一年發生的大津中學生欺凌自殺事件（日语：大津市中2いじめ自殺事件）被揭發，欺凌問題引起社會關注
- 尼崎事件
- 日本維新會成立
- 笹子隧道发生頂板崩塌事故
- 第46屆眾議院選舉民主黨慘敗，野田佳彥下野，自民黨與公明黨組成聯合政府，安倍晉三成為戰後第二位再任的首相

### 平成二十五年（2013年）
- 因阿邁納斯人質事件10名日本人質遇害
- 「安倍經濟學」效應，日經平均指數大漲，日圓大幅貶值
- 日本加入跨太平洋戰略經濟夥伴關係協議（TPP）談判
- 選舉網絡拉票解禁
- 橋下徹慰安婦發言風波
- 日本批准國際擄拐兒童民事方面公約
- 東證和大證合併成世界第三大股票交易市場
- 第23屆參議院選舉自民黨大勝，持續六年的較勁國會局面終結
- 福島第一核電廠污染水洩漏問題
- 東京取得2020年夏季奧運會主辦權
- 艾普斯龍運載火箭發射成功
- 《半澤直樹》打破多項日本電視劇收視率紀錄
- 出雲大社時隔60年遷宮、第62回式年遷宮（伊勢神宮）
- 安倍政府決定如期實施第一階段消費稅增稅
- 《水俁條約》制定
- 颱風韋帕導致伊豆大島暴雨
- 東北樂天金鷹首次奪得日本大賽冠軍
- 食品虛假標識問題（日语：食材偽装問題）
- 國家安全保障會議成立
- 特定秘密保護相關法律通過
- 德州會事件（日语：徳洲会公職選挙法違反事件），東京都知事豬瀨直樹辭職
- 沖繩縣知事仲井真弘多同意普天間美軍基地搬遷至邊野古（日语：辺野古）
- 安倍晉三以日本首相身分參拜靖國神社

### 平成二十六年（2014年）
- 赤崎勇（名古屋大學）、天野浩（名古屋大學）、中村修二（加州大學聖塔芭芭拉分校）獲得諾貝爾物理學獎
- 《明天媽媽不在》騷動
- 平成二十六年豪雪（日语：平成26年豪雪）
- 舛添要一擊敗小泉-細川聯合當選（日语：2014年東京都知事選挙）東京都知事
- 阿倍野Harukas開業
- J3聯賽開幕
- 若田光一成為國際空間站首位日本人站長
- 消費稅稅率增至8%
- 小保方晴子主導的STAP細胞論文造假疑惑，笹井芳樹自殺
- 袴田巖入獄48年後獲釋
- 武器出口三原則被防衛裝備轉移三原則取代
- 河野談話國會檢證報告認定談話為日韓外交妥協產物，非基於證據作成；
- 日本解禁集體自衛權
- 佐世保高中女生殺人分屍事件
- 朝日新聞撤銷慰安婦問題部分失實報導以及吉田筆錄（日语：吉田調書）報導引起騷動
- 廣島土石流
- 御嶽山火山噴火
- 日本全國登革熱疫潮
- 產經新聞損害朴槿惠名譽問題（日语：産経新聞韓国大統領名誉毀損問題）
- 隼鳥2號成功搭載升空
- 安倍政府決定延遲第二階段消費稅增稅，並就此解散眾議院提前大選問信于民
- 第47屆眾議院選舉，自民黨執政聯盟再次取得壓倒性勝利

### 平成二十七年（2015年）
- 梶田隆章（東京大學）獲得諾貝爾物理學獎
- 大村智（北里大學）獲得諾貝爾生理學或醫學獎
- 伊斯蘭國（ISIS）殺害日本人質湯川遙菜和後藤健二
- 農協改革，廢除全國農協總會（JA全中）（日语：全国農業協同組合中央会）對地方農協的審計和指導權
- 川崎市中一男生殺害事件（日语：川崎市中1男子生徒殺害事件）
- 臥鋪特快列車（日语：寝台特急）北斗星、黃昏特快停駛
- 北陸新幹線、上野東京線開業
- 首相官邸無人機墜落事件（日语：首相官邸無人機落下事件）
- 東京都澀谷區通過「推進尊重男女平等及多樣性社會條例（日语：渋谷区男女平等及び多様性を尊重する社会を推進する条例）」，成為日本允許以民事結合方式締結同性婚姻的首例
- 第18次地方聯合選舉（日语：第18回統一地方選挙）舉行，自民黨時隔24年取得全國過半數的道府縣議會席次
- 制定新日美防衛合作指針（日语：日米防衛協力のための指針），取消自衛隊對美軍後方支援的地理制約
- 關於大阪都構想的大阪市特別區設置住民投票（日语：大阪市特別区設置住民投票）以微弱差距被否決
- 年金管理系統網絡攻擊問題（日语：年金管理システムサイバー攻撃問題）
- 東海道新幹線縱火案（日语：東海道新幹線火災事件）
- 選舉權年齡由20歲下調至18歲
- 女足世界盃，日本女足獲得亞軍
- 新國立競技場撤銷原定設計方案
- 川內核電站重啟
- 安倍談話（日语：安倍内閣総理大臣談話）發表
- 山口組分裂，13個直系團體出走成立神戶山口組（日语：神戸山口組）
- 強烈熱帶風暴艾濤導致關東、東北暴雨
- 熊谷連續殺人事件（日语：熊谷連続殺人事件）
- 和平安全法制相關法案通過
- 讀賣巨人所屬選手涉賭問題（日语：読売ジャイアンツ所属選手による野球賭博問題）
- 世界盃橄欖球賽，日本隊戰勝南非隊，創世界盃橄欖球賽史上最大冷門
- 體育廳、防衛裝備廳成立
- 跨太平洋戰略經濟夥伴關係協議（TPP）12個談判國達成基本協議
- 個人番號制度開始
- 日本郵政集團三社股票上市
- MRJ客機試飛成功
- 破曉號成功進入金星軌道
- 最高裁裁定女性再婚禁止期限超過100天的部分違憲，夫婦同姓規定合憲
- 日韓慰安婦協議，兩國宣布慰安婦問題達成最終且不可逆轉的解決

### 平成二十八年（2016年）
- 大隅良典（東京工業大學）獲得諾貝爾生理學或醫學獎
- SMAP解散風波
- 輕井澤滑雪巴士傾側事故
- 日本銀行首次導入負利率
- 北海道新幹線開始營運，第一階段路線（新青森至新函館北斗）開業
- 民進黨成立
- 電力完全自由化，家庭電力消費市場全面解除管制
- 關西、伊丹兩機場民營化（委外經營（日语：関西エアポート））
- 熊本大地震
- 七國集團伊勢志摩峰會
- 美國總統巴拉克·奧巴馬訪問（日语：バラク・オバマの広島訪問）廣島，為美國總統首次到訪原爆城市
- 宇流麻市美軍軍屬強姦殺人事件（日语：沖縄うるま市強姦殺人事件）
- 安倍政府再度決定延遲第二階段消費稅增稅
- 受到英國公投決定脫離歐盟衝擊，日圓急升、日本股市大跌
- 達卡襲擊事件7名日本人質遇害
- 第24屆參議院選舉，自民黨執政聯盟大勝，修憲勢力在參議院席位超過2/3
- 小池百合子當選東京都知事，成為首位女性都知事
- 天皇明仁發表電視公開談話，表明生前退位意願
- 相模原市殘疾人福利院殺人案
- 築地市場搬遷至豐洲計畫延期
- B聯賽開幕
- 「PPAP」熱潮風靡世界
- 參與南蘇丹維和行動的自衛隊（日语：自衛隊南スーダン派遣）開展「馳援護衛」任務
- 第113號元素確定命名為「Nihonium」
- 綜合度假區建設推進法（日语：特定複合観光施設区域の整備の推進に関する法律）通過，賭場解禁
- 安倍晉三以日本首相身分訪問珍珠港亞利桑那號戰艦紀念館進行慰靈

### 平成二十九年（2017年）
- 稀勢之里寬成為時隔19年第一位日本出身的橫綱
- 首相安倍晉三陷入森友學園與加計學園（日语：加計学園問題）醜聞
- 超值星期五（日语：プレミアムフライデー）制度開始實施
- 2017年那須町滑雪場雪崩事故
- 自衛隊南蘇丹維和部隊（日语：自衛隊南スーダン派遣）日報隱瞞問題
- 「共謀罪（日语：共謀罪）」法案通過
- 第20屆東京都議會選舉舉行，以都民第一會為首的「小池派」大勝自民黨
- 性犯罪嚴罰化；強姦罪更名為强制性交等罪，並改為是非親告罪
- 日本與歐盟完成雙邊經濟夥伴協定談判
- 北韓兩次導彈試射飛越日本上空
- 神戶製鋼所數據造假問題
- 希望之黨和立憲民主黨相繼成立，民進黨事實上消亡
- 第48屆眾議院選舉，自民黨執政聯盟連續第三次取得超過2/3議席的壓倒性勝利
- 颱風蘭恩
- 日經平均指數刷新最長連漲天數紀錄
- 座間九屍命案
- 天皇退位特別法通過；皇室會議（日语：皇室会議）召開決定天皇明仁退位日期為2019年4月30日

### 平成三十年（2018年）
- Coincheck（日语：Coincheck）虛擬貨幣被盜事件
- 札幌安養院大火
- 舊優生保護法下的強制絕育訴訟
- 大阪市營地下鐵民營化為「大阪市高速電氣軌道」
- 成人年齡確定於2022年由20歲下調至18歲
- 日本大學鳳凰隊（日语：日本大学フェニックス）惡意擒抱問題（日语：日本大学フェニックス反則タックル問題）
- 工作方式改革相關法案（日语：働き方改革関連法案）通過
- 民進黨改組為國民民主黨
- 西城秀樹逝世
- 日本時隔兩屆世足賽晉級16強
- 大阪北部地震
- 麻原彰晃等13名奧姆真理教死刑犯被執行死刑
- 2018年7月西日本豪雨
- 日本與歐盟正式簽署雙邊經濟夥伴協定與戰略夥伴關係協定（日语：日EU戦略的パートナーシップ協定）
- 颱風燕子侵襲西日本，關西國際機場遭遇橋斷水淹等災情
- 北海道膽振東部地震
- 文部科學省連串貪污事件、大學醫學部招生性別歧視問題
- 安室奈美惠引退
- 本庶佑（京都大學）獲得諾貝爾生理學或醫學獎
- 築地市場正式搬遷至豐洲，豐洲市場啟用
- 安倍政府決定如期在2019年10月實施第二階段消費稅增稅
- JR東日本宣布山手線新設置車站命名為「高輪Gateway」，引發各界正反兩面爭論
- 平成最後的日本年度代表漢字：「災」
- 平成最後的紅白

### 平成三十一年（2019年）
- 日歐經濟夥伴協定正式生效
- 内阁官房长官菅义伟於4月1日在首相官邸公布新年号为「令和」
- 第19回統一地方選舉
- 天皇明仁於4月30日退位，將皇位內禪予皇太子德仁親王，明仁則改尊號為「上皇」

## 与公历的对照表

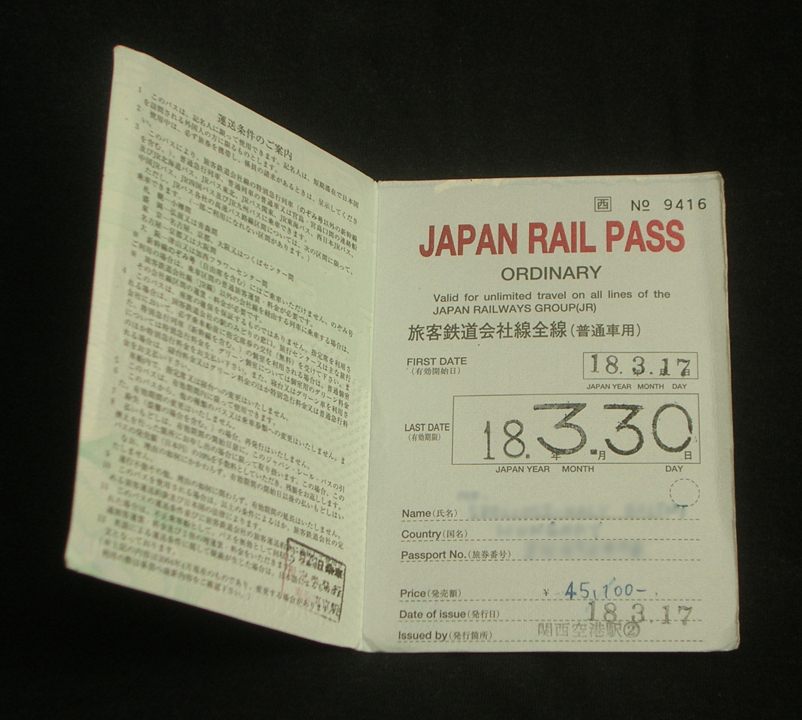
一張平成18年（2006年）發行的日本鐵路周遊券

平成n年与公元g年的对应关系是n = g - 1988。
| 平成 | 元年   | 2年    | 3年    | 4年    | 5年    | 6年    | 7年    | 8年    | 9年    | 10年   |
| ---- | ------ | ------ | ------ | ------ | ------ | ------ | ------ | ------ | ------ | ------ |
| 公元 | 1989年 | 1990年 | 1991年 | 1992年 | 1993年 | 1994年 | 1995年 | 1996年 | 1997年 | 1998年 |
| 干支 | 己巳   | 庚午   | 辛未   | 壬申   | 癸酉   | 甲戌   | 乙亥   | 丙子   | 丁丑   | 戊寅   |
| 平成 | 11年   | 12年   | 13年   | 14年   | 15年   | 16年   | 17年   | 18年   | 19年   | 20年   |
| 公元 | 1999年 | 2000年 | 2001年 | 2002年 | 2003年 | 2004年 | 2005年 | 2006年 | 2007年 | 2008年 |
| 干支 | 己卯   | 庚辰   | 辛巳   | 壬午   | 癸未   | 甲申   | 乙酉   | 丙戌   | 丁亥   | 戊子   |
| 平成 | 21年   | 22年   | 23年   | 24年   | 25年   | 26年   | 27年   | 28年   | 29年   | 30年   |
| 公元 | 2009年 | 2010年 | 2011年 | 2012年 | 2013年 | 2014年 | 2015年 | 2016年 | 2017年 | 2018年 |
| 干支 | 己丑   | 庚寅   | 辛卯   | 壬辰   | 癸巳   | 甲午   | 乙未   | 丙申   | 丁酉   | 戊戌   |
| 平成 | 31年   |        |        |        |        |        |        |        |        |        |
| 公元 | 2019年 |        |        |        |        |        |        |        |        |        |
| 干支 | 己亥   |        |        |        |        |        |        |        |        |        |

## 同期存在的其他政權之紀年
- 民國紀年（1912年1月1日起）：中華民國紀元，中華民國78年－中華民國108年。
- 主體年號（1997年7月8日－2024年10月12日）：朝鲜民主主义人民共和国紀元，主體86年－主體108年。

## 平成年號換算
由於無法預知與年號相關的日本天皇情況，因此在有關有效期限與未來預期、計畫事件中，會直接以同一個年號推算，例如，原先記載的"平成32年"等平成32年後的年分（例如日本駕照的有效期限、執照的有效期限、工程告示牌的預計完工日期等），則按照平成年分 - 30 ，換算成令和年號，例如"平成34年"的記載（2022年），即令和4年，其餘依此換算，而計畫書所在的北海道新幹線從新函館北斗延伸至札幌的區間，預定於平成42年（2030年）開業，即令和12年